# Serra do Ramalho
Serra do Ramalho là một đô thị thuộc bang Bahia, Brasil. Đô thị này có diện tích 2677,366 km², dân số năm 2007 là 32189 người, mật độ 12 người/km².